# باتريك جوزيف والش
باتريك جوزيف والش (بالإنجليزية: Patrick Joseph Walsh)‏ هو ضابط أمريكي، ولد في 19 يناير 1908 في نيويورك في الولايات المتحدة، وتوفي في 12 سبتمبر 1942 في المحيط الأطلسي.